# Мег: Монстр глубины
«Мег: Монстр глубины» (англ. The Meg) — американский научно-фантастический боевик режиссёра Джона Тёртелтауба. Фильм поставлен по роману Стива Альтена 1997 года «Мег: История ужаса». В США фильм вышел 10 августа 2018 года. Премьера фильма в России состоялась 9 августа 2018 года.

## Сюжет
Джонас Тейлор, спасатель-ныряльщик, в составе спасательной экспедиции пытается эвакуировать группу учёных и военных, оказавшихся внутри атомной подводной лодки. Когда Тейлор спасает очередного оставшегося в живых, он видит, что корпус подводной лодки протаранило неизвестное существо. Вернувшись на спасательное судно, он узнаёт, что ещё двое спасателей, его друзей, застряли в повреждённом отсеке подводной лодки, в который быстро поступает вода. Тейлор решает уйти, понимая, что завершение спасения в таких опасных условиях приведёт к гибели всех на обоих судах. Вскоре после отстыковки аварийная лодка взрывается. Рассказ Тейлора о том, что катастрофу вызвало гигантское морское существо, способное проломить борт атомной подлодки, отклонён доктором Хеллером, полагающим, что Тейлор страдает от психоза, вызванного давлением, и обвиняющим его в гибели оставшихся на аварийной лодке восьми человек.
Спустя пять лет миллиардер Джек Моррис, финансирующий исследовательский объект «Мана-1», прилетает туда и встречается с доктором Минвей Чжаном. Чжан и его дочь, океанограф Сюин, возглавляют миссию по изучению более глубокой части Марианской впадины, скрытой облаком термоклина сероводорода. Туда на глубоководном батискафе спустились трое исследователей — Лори (бывшая жена Тейлора), Тоши и Уолл. Поначалу миссия идёт хорошо, но затем на батискаф нападает неизвестное существо, в результате чего они теряют контакт с «Мана-1».
Джеймс «Мак» Макрейдес, начальник станции, предлагает отправить Тейлора, чтобы попытаться спасти их, сославшись на сходство с его историей. Несмотря на возражения Хеллера, Чжан и Мак решили отправиться в Таиланд, чтобы нанять Тейлора. Сюин тем временем спускается во впадину, чтобы попытаться самой спасти экипаж батискафа, но подвергается нападению гигантского кальмара. Затем появляется и убивает его гигантская акула, которую Тейлор со слов Сюин определяет как мегалодона. Согласившись помочь, Тейлор достигает захваченного аппарата и спасает Лори и Уолла. Однако, когда гигантская акула возвращается, Тоши жертвует собой, закрыв люк и отстыковав спасательный корабль, позволяя Тейлору, Лори и Уоллу спастись, в то время как он отвлекает внимание акулы, после чего она уничтожает батискаф.
На «Мана-1» команда удостоверяется, что акула, убившая Тоши — действительно мегалодон, самая большая из когда-либо известных акул, которая, как считалось, вымерла много миллионов лет назад. Между тем Мэйин, дочь Сюин, спускается на нижний уровень станции, подходит к большому стеклу с видом на океан и видит мегалодона сквозь стекло, которое тот пытается прокусить. Когда Сюин вместе с Джонасом находят девочку, они наблюдают, как мегалодон съедает детёныша кита. Затем экипаж осознаёт, что акула прорвалась из глубины впадины, проплыв через отверстие в термоклине, созданное взрывом теплового вентиля, ненадолго подняв температуру, достаточную для безопасного перехода. Группа узнаёт, что мегалодон потопил несколько кораблей, и решает отследить и отравить его. Джонасу удаётся подплыть к акуле и прицепить на неё маячок, затем Сюин в специальной клетке спускается под воду и стреляет в мегалодона дротиком со смертельной дозой эторфина, но при этом оказывается едва не проглочена хищником прямо в клетке, причём повреждается кислородная маска Сюин, однако Тейлору удаётся спасти её. Несмотря на первоначальный успех, Тейлор комментирует Сюин, что размах челюстей этой акулы по размеру не совпадает со следами на стекле нулевого этажа станции. Вскоре после этого из воды, проглотив Уолла живьём, выныривает колоссальный мегалодон и, пожирая тушу меньшего мегалодона, опрокидывает катер. Чтобы спасти остальных, Хеллер отвлекает акулу на себя и погибает, как и д-р Чжан, получивший травмы при кораблекрушении. Выжившая команда возвращается к «Мана-1» в двух лодках. Моррис рассказывает, что он сообщил органам власти и ВМС соседних стран о мегалодоне, тогда как экипажу станции он не по силам.
С наступлением темноты Моррис пытается уничтожить мегалодона, приказав экипажу вертолёта сбросить на него модифицированные глубинные заряды, сославшись на то, что действия существа могут привести к большим человеческим жертвам и, как следствие, судебным искам. Он подходит к туше предполагаемого мегалодона на катере, но обнаруживает, что это кит. Когда мегалодон приближается, катер резко ускоряется, Моррис падает за борт и ищет спасения на туше кита, где акула пожирает его. Наутро Тейлор и оставшаяся команда «Мана-1», обнаружив, что Моррис обманул их и никому не сообщил о мегалодоне, отслеживают акулу самостоятельно и понимают, что она находится на пути к переполненному пляжу в заливе Санья-Бей на острове Хайнань.
Мегалодон убивает нескольких отдыхающих, прежде чем экипаж «Мана-1» воспроизводит звук голосового сигнала кита, чтобы привлечь внимание акулы. Тейлор и Сюин пытаются уничтожить мегалодона с помощью навесных торпед, но безрезультатно, и в процессе батискаф Тейлора получает сильные повреждения. Тейлору удается вспороть брюхо мегалодону острым куском обшивки батискафа в зоне повреждения, после чего он вручную наносит удар гарпуном в глаз мегалодону, которого затем пожирают многочисленные акулы, привлечённые запахом крови. Тем временем Сюин удалось эвакуировать всех на яхту, зафрахтованную отмечавшей свою свадьбу китайской парой. Вместе с Тейлором она поднимается на борт, и он заявляет, что нуждается в отпуске, в ответ на что получает от Мэйин предложение пригласить и её маму.

## В ролях
- Джейсон Стейтем — Джонас Тейлор
- Ли Бинбин — Сюин Чжан
- Рэйн Уилсон — Джек Моррис
- Руби Роуз — Джекс Хёрд
- Уинстон Чао[англ.] — доктор Минвей Чжан
- Клифф Кёртис — Джеймс «Мак» Макрейдес
- Пейдж Кеннеди — Ди Джей
- Джессика Макнэми — Лори
- Оулавюр Дарри Оулафссон — Уолл
- Роберт Тейлор — доктор Хеллер
- Маси Ока — Тоши
- София Кай — Мэйин Чжан
- Роб Кипа-Уильямс — Д’Анджело
- Таванда Манйимо — Маркс

## Производство
Первоначально Disney's Hollywood Pictures приобрела права на роман в 1996 году. Примерно в то же время Тома Уилера наняли для адаптации книги к сценарию, но, решив, что его сценарий недостаточно хорош, студия наняла Джеффри Боама написать новый. Позже сценарий Боама был отклонен по той же причине. К 1999 году проект застопорился, а права вернулись к Стиву Альтену, автору книги.
Съёмочный период начался 13 октября 2016 года в Западном Окленде, Новая Зеландия. В начале декабря съёмки переместились в город Санья на острове Хайнань, Китай.
Визуальные эффекты были выполнены Sony Pictures Imageworks, Image Engine и Scanline VFX. Перед командой визуальных эффектов стояла задача разработать ранее неизвестную доисторическую гигантскую акулу и подводную среду обитания, включая реалистичные коралловые рифы и других морских животных.

## Критика
Фильм получил смешанные отзывы кинокритиков. На сайте Rotten Tomatoes у картины 46 % положительных рецензий на основе 310 отзывов со средней оценкой 5,3 из 10. На Metacritic — 46 баллов из 100 на основе 46 рецензий.
Оуэн Глейберман из Variety дал фильму смешанную рецензию, назвав его «недостаточно хорошим и не достаточно плохим», написав: «„Мэг“ как будто хочет быть матерью всех фильмов о глубоководных чудовищах, но на самом деле — это просто мать всех в целом потворствующих, совершенно неудивительных клонов „Челюстей“».